# Lingreville
Lingreville é uma comuna francesa na região administrativa da Normandia, no departamento Mancha. Estende-se por uma área de 9,04 km². Em 2010 a comuna tinha 1 034 habitantes (densidade: 114,4 hab./km²).